# Gruppo antipartito
Il Gruppo antipartito (in russo антипартийная группа?, antipartijnaja gruppa; noto in Italia anche con altri nomi: Gruppo dei deviazionisti, Gruppo dei frazionisti, etc.) fu un gruppo di alti esponenti politici sovietici all'interno delle alte sfere del Partito Comunista dell'Unione Sovietica che tentò, senza successo, di deporre Nikita Krushev da Segretario generale del Partito Comunista dell'Unione Sovietica il 18 giugno del 1957, in un tentato colpo di Stato.
Il gruppo, che fu così denominato da Krushev, era guidato dagli ex presidente dell'Unione Sovietica Georgy Malenkov e  Vyacheslav Molotov. I politici che ne facevano parte erano contrari sia al disgelo politico nella società sovietica, voluto da Krushev, sia alla denuncia del culto della personalità di Stalin.

## Antefatti
I membri del Gruppo, nato nel febbraio 1956 subito dopo la denuncia del culto della personalità di Stalin al XX Congresso del PCUS, ritenevano gli attacchi di Krushev contro Stalin come errati e ipocriti, data la complicità di Krushev come uno dei favoriti di Stalin nelle Grandi purghe ed eventi simili. Essi ritenevano che la politica di Krushev di coesistenza pacifica avrebbe rovinato sul piano internazionale la lotta contro il potere capitalista. 

## Descrizione
Il 18 giugno 1957, ai capi del Gruppo – Malenkov, Molotov e Lazar Kaganovich – si unì all'ultimo minuto il Ministro degli Affari Esteri Dmitri Shepilov, che Kaganovich aveva convinto che il Gruppo avesse la maggioranza. In effetti la proposta del Gruppo al Politburo del Comitato centrale del PCUS di sostituire Kruschev come primo segretario con il Primo ministro  Nikolaj Bulganin vinse con 7 voti (Malenkov, Molotov, Kaganovich, Bulganin,  Voroshilov,  Pervukhin e  Saburov) contro 4 (Kruschev,  Mikojan,  Suslov e  Kirichenko) ma Kruschev sostenne che solo la plenaria del Comitato Centrale del PCUS avrebbe avuto il potere di rimuoverlo dal suo incarico. Durante la tempestosa assemblea del Comitato Centrale, Zhukov – uomo di grande prestigio per il ruolo ricoperto nella seconda guerra mondiale e la sua reputazione di uomo senza paura anche di fronte all'ira di Stalin – lanciò un'amara denuncia contro i complottanti, accusandoli di avere le mani macchiate del sangue della atrocità di Stalin.
Egli proseguì ancora dicendo di avere la forza militare di schiacciarli anche se avessero vinto la votazione, implicando che egli sarebbe stato in grado di ucciderli tutti, ma un Kruschev trionfante respinse ogni ulteriore azione. In una sessione straordinaria del Comitato Centrale, tenutasi a fine giugno, Kruschev sostenne che i suoi oppositori erano un Gruppo antipartito. Egli fu sostenuto dal Ministro della Difesa Georgij Zhukov, che tenne un energico discorso, in cui minacciò di usare le Forze Armate a sostegno di Kruschev. Infine, quest'ultimo fu riconfermato nella sua posizione di Primo Segretario.

## Conseguenze
Malenkov, Molotov, Kaganovich e Shepilov – i soli quattro nomi resi pubblici – furono diffamati sugli organi di stampa e furono trasferiti a funzioni di nessuna valenza politica:
- Molotov fu inviato ambasciatore in Mongolia;
- Malenkov divenne direttore di un impianto idroelettrico nel Kazakistan;
- Kaganovich divenne direttore di una piccola fabbrica di potassa negli Urali;
- Shepilov divenne capo dell'Istituto Economico dell'Accademia delle scienze del Kirghizistan.

Nel 1961, all'alba dell'ulteriore destalinizzazione, essi furono espulsi dal Partito Comunista e da quel momento vissero tutti come privati cittadini (a Shepilov fu concesso il rientro nel partito dal successore di Kruschev, Leonid Brezhnev nel 1976, ma egli rimase comunque lontano dalle stanze del potere; stesso discorso si può fare per Molotov, che riebbe la tessera del PCUS nel 1984. A Malenkov e Kaganovich, invece, non fu mai permesso di rientrare ufficialmente nei ranghi.
Kruschev divenne sempre più sospettoso e nello stesso anno depose il Ministro della Difesa Zhukov, che lo aveva appoggiato nella battaglia contro il Gruppo antipartito ma con il quale aveva sempre maggiori difformità di idee politiche, accusandolo di bonapartismo. Nel 1958 il presidente Bulganin, il supposto beneficiario dell'azione del Gruppo antipartito, fu costretto a ritirarsi e nuovo presidente divenne Kruschev.
Il trattamento che Kruschev riservò ai suoi oppositori, che furono diffamati e umiliati ma non oppressi fisicamente, segnò un distacco dalle precedenti pratiche nella politica sovietica (come si vide l'ultima volta nel 1953 durante le "purghe" di Lavrenti Beria) – uno sviluppo che venne seguito durante le successive battaglie per il potere, come la stessa deposizione di Kruschev da parte di Brezhnev nel 1964 e come il fallito colpo di stato contro Mikhail Gorbachiov nell'agosto del 1991.
La seguente, parziale riabilitazione di Zhukov sotto Brezhnev, dopo l'uscita di Kruschev, fu paradossalmente vista come un gesto di riappacificazione verso la vecchia guardia del partito, poiché esso rese gli onori a un eroe di guerra (e, implicitamente, anche a Stalin, che fu il comandante supremo).